# Laurence H. Frost
Laurence Hugh Frost, né en 1902 et mort en 1969, est un contre-amiral américain ayant été le troisième directeur de la National Security Agency (NSA).

## Biographie
Né à Fayetteville en 1902, Laurence Frost sort diplômé de l'académie navale d'Annapolis en 1926 et occupe divers postes dans la marine en tant qu'officier des communications et officier d'artillerie. Frost commandait le destroyer USS Greer au moment où celui-ci a été touché par un sous-marin allemand dans l'Atlantique Nord, faisant de ce navire le premier bâtiment américain à avoir été attaqué durant la Seconde Guerre mondiale (alors que les États-Unis n'étaient pas encore engagés dans le conflit). Quittant le théâtre de l'Atlantique, Frost a servi dans le Pacifique comme commandant de destroyer et comme officier chargé des communications. À la fin de la guerre, il est retourné à Washington afin de travailler à l'Office of Naval Intelligence, qu'il dirigera de 1956 à 1960, date à laquelle il est nommé à la tête de la NSA afin de pallier les défauts de son prédécesseur, John A. Samford. Toutefois, les deux ans que Frost a passé à la tête de l'agence ont rapidement tourné à la catastrophe notamment du fait qu'il s'était entouré de cadres de la marine en négligeant les responsables civils de la NSA, qui ont, en retour, volontairement résisté à ses initiatives. Dans le même temps, les relations entre le directeur de l'agence et l'administration Kennedy se sont vite dégradées à tel point que Frost sera congédié par Robert MacNamara, le secrétaire à la Défense, en 1962.

## Décorations
- Navy Distinguished Service Medal
- Silver Star
- Legion of Merit reçu pour son action durant la Seconde Guerre mondiale
- Legion of Merit reçu pour son action durant la Guerre de Corée[2].